# Pietro Ciriaci
Pietro Ciriaci (2. prosince 1885, Řím – 30. prosince 1966, Řím) byl italský duchovní, papežský nuncius v Československu a kardinál.
Kněžské svěcení přijal 18. prosince 1909. Během studia získal doktoráty z filozofie, teologie a z kanonického práva. Od roku 1911 začal působit v kurii.
V únoru 1928 byl jmenován titulárním arcibiskupem, následně přijal 18. března téhož roku svěcení z rukou kardinála Pietra Gasparriho. Ve stejný den byl jmenován nunciem v Československu. Po šesti letech, 19. ledna 1934, byl jmenován nunciem v Portugalsku. V této funkci strávil dalších dvacet let. V roce 1953 byl v konzistoři jmenován kardinálem. Zúčastnil se konkláve v letech 1958 i 1963.

## Vyznamenání
- velkokříž Řádu Božího hrobu – Vatikán, 20. června 1930
- Řád Bílého lva I. třídy s řetězem – Československo, 14. října 1935
- velkokříž Řádu svatého Jakuba od meče – Portugalsko, 25. července 1946[1]
- velkokříž Řádu Kristova – Portugalsko, 29. ledna 1953[1]